# Beirut (band)
Beirut is een door Zach Condon opgerichte band en heeft als thuisbasis New York. De muziek van Beirut valt in de categorieën indie, folk en pop.
Op jonge leeftijd verliet Condon school en vertrok naar Europa. Hij verbleef hoofdzakelijk in Parijs, waar hij in contact kwam met traditionele muziek van de Balkan. Bij terugkomst in de Verenigde Staten schreef hij de nummers voor het eerste album van Beirut. In 2006 werd dit album, Gulag Orkestar, uitgebracht bij Ba Da Bing. In de nummers op dit album klinkt duidelijk de invloed door van Oost-Europese zigeunermuziek.
Hetzelfde jaar volgde ook nog de ep Lon Gisland.
Na het tussen-album Pompeii EP, met ouder werk van Condon, volgde in oktober 2007 het album The Flying Club Cup. Dit album was geïnspireerd op een verblijf van Zach Condon in Parijs. De succesvollste single van de band, Nantes, is ervan afkomstig. In 2009 werd de dubbel-ep March of the Zapotec and Realpeople Holland uitgebracht, die bestaat uit twee miniplaten. Op de eerste, March of the Zapotec, is er Mexicaanse volksmuziek uit de staat Oaxaca te vinden. Op de tweede miniplaat Holland staat vooral electro. In de zomer van 2011 bracht de groep hun derde album The Rip Tide uit, waarvan enkele singles uitkwamen. In 2019 volgde Gallipoli, en in 2023 Hadsel. Voor dat laatste album trok de frontman van de groep naar Noorwegen, om zich in een kerk het dorpje Hadsel af te zonderen. Daar gebruikte hij het orgel om zijn muziek op te nemen.
Door de jaren heen heeft Beirut regelmatig opgetreden in Europese concertzalen en op festivals.

## Discografie
Studioalbums
- Gulag Orkestar, 2006
- The Flying Club Cup, 2007
- The Rip Tide, 2011
- No No No, 2015
- Gallipoli, 2019
- Hadsel, 2023
- A Study of Losses, 2025

## Hitnoteringen

### Albums
| Album                                       | Verschijnen | Label      | Hitlijsten | Hitlijsten | Hitlijsten | Hitlijsten | Hitlijsten | Hitlijsten | Hitlijsten | Hitlijsten | Hitlijsten | Hitlijsten | Hitlijsten | Hitlijsten | Hitlijsten | Opmerkingen   |
| Album                                       | Verschijnen | Label      | BE (VL)    | BE (VL)    | BE (WA)    | BE (WA)    | NL         | NL         | GB         | US         | DE         | FR         | AT         | SE         | CH         | Opmerkingen   |
| Album                                       | Verschijnen | Label      | Piek       | Weken      | Piek       | Weken      | Piek       | Weken      | Piek       | Piek       | Piek       | Piek       | Piek       | Piek       | Piek       | Opmerkingen   |
| ------------------------------------------- | ----------- | ---------- | ---------- | ---------- | ---------- | ---------- | ---------- | ---------- | ---------- | ---------- | ---------- | ---------- | ---------- | ---------- | ---------- | ------------- |
| Gulag Orkestar                              | 2007        | Ba Da Bing | 49         | 22         | -          | -          | -          | -          | -          | -          | -          | -          | -          | -          | -          |               |
| The Flying Club Cup                         | 2007        | Ba Da Bing | 3          | 54         | 65         | 15         | 54         | 3          | 69         | 118        | -          | 64         | -          | -          | 94         | Goud (BE)     |
| March of the Zapotec and Realpeople Holland | 2009        | Pompeii    | 11         | 8          | 68         | 3          | 93         | 1          | -          | 87         | -          | -          | 71         | -          | 75         | dubbel-ep     |
| The Rip Tide                                | 2011        | Pompeii    | 7          | 22         | 22         | 9          | 28         | 4          | 49         | 80         | 69         | 42         | 20         | 52         | 29         |               |
| No No No                                    | 2015        | 4AD        | 8          | 23         | 17         | 9          | 13         | 3          | 37         | 46         | 38         | 24         | 12         | -          | -          |               |
| Gallipoli                                   | 2019        | 4AD        | 4          | 13         | 74         | 4          | 36         | 1          | 61         | -          | 21         | 75         | 10         | -          | 21         |               |
| Artifacts                                   | 2022        | Pompeii    | 90         | 1          | -          | -          | -          | -          | -          | -          | 69         | 71         | -          | -          | -          | verzamelalbum |
| Hadsel                                      | 2023        | Pompeii    | 101        | 3          | -          | -          | -          | -          | -          | -          | 68         | -          | 40         | -          | -          |               |

### Singles
| Lied   | Verschijnen | Album               | Hitlijsten | Hitlijsten |
| Lied   | Verschijnen | Album               | BE (VL)    | BE (VL)    |
| Lied   | Verschijnen | Album               | Piek       | Weken      |
| ------ | ----------- | ------------------- | ---------- | ---------- |
| Nantes | 2007        | The Flying Club Cup | 6          | 14         |